# Ксав'є Маргера
Ксав'є Маргера (фр. Xavier Margairaz, нар. 7 січня 1984, Ранс) — швейцарський футболіст, що грав на позиції півзахисника.
Виступав, зокрема, за клуб «Цюрих», а також національну збірну Швейцарії.
Дворазовий чемпіон Швейцарії. Володар Кубка Швейцарії.

## Клубна кар'єра
Народився 7 січня 1984 року в місті Ранс. Вихованець футбольної школи клубу «Івердон Спорт».
У дорослому футболі дебютував 2001 року виступами за команду клубу «Лозанна», в якій провів два сезони, взявши участь у 40 матчах чемпіонату. 
Протягом 2003—2005 років захищав кольори команди клубу «Ксамакс».
Своєю грою за останню команду привернув увагу представників тренерського штабу клубу «Цюрих», до складу якого приєднався 2004 року. Відіграв за команду з Цюриха наступні три сезони своєї ігрової кар'єри. Більшість часу, проведеного у складі «Цюриха», був основним гравцем команди. За цей час двічі виборював титул чемпіона Швейцарії, ставав володарем Кубка Швейцарії.
Згодом з 2007 по 2015 рік грав у складі команд клубів «Осасуна», «Цюрих», «Сьйон» та «Серветт».
Завершив професійну ігрову кар'єру у клубі «Лозанна», у складі якого вже виступав раніше. Прийшов до команди 2015 року, захищав її кольори до припинення виступів на професійному рівні у 2017 році.

## Виступи за збірні
Протягом 2003–2006 років залучався до складу молодіжної збірної Швейцарії. На молодіжному рівні зіграв у 18 офіційних матчах, забив 5 голів.
У 2005 році дебютував в офіційних матчах у складі національної збірної Швейцарії. Протягом кар'єри у національній команді, яка тривала 6 років, провів у формі головної команди країни 18 матчів, забивши 1 гол.
У складі збірної був учасником чемпіонату світу 2006 року у Німеччині.

## Титули і досягнення
- Чемпіон Швейцарії (3):

«Цюрих»: 2005-06, 2006-07, 2008-09
- Володар Кубка Швейцарії (1):

«Цюрих»: 2004-05